# Metralindole
Metralindole (Inkazan) là một chất ức chế thuận nghịch của monoamin oxydase A (RIMA) được nghiên cứu ở Nga như một chất chống trầm cảm tiềm năng. Nó có liên quan về cấu trúc và dược lý với pirlindole.